# Aphodiidae
Aphodiidae är en familj av skalbaggar. Aphodiidae ingår i överfamiljen Scarabaeoidea, ordningen skalbaggar, klassen egentliga insekter, fylumet leddjur och riket djur. Enligt Catalogue of Life omfattar familjen Aphodiidae 3293 arter. 

## Bildgalleri

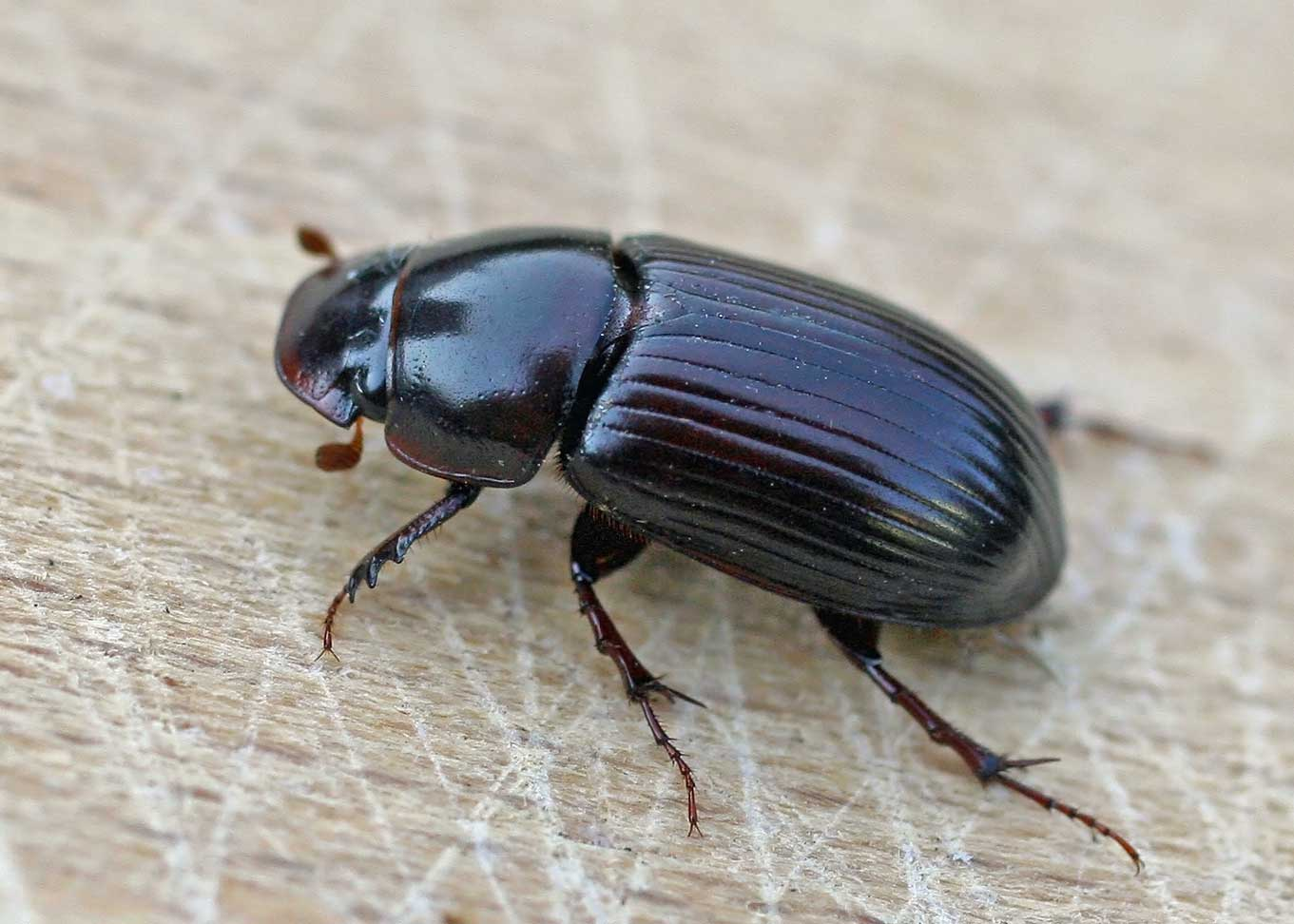

## Dottertaxa till Aphodiidae, i alfabetisk ordning[1]
- Acanthaphodius
- Acanthobodilus
- Acrossidius
- Acrossoides
- Acrossus
- Adebrattia
- Adeloparius
- Afroataenius
- Afrodiapterna
- Afrodiastictus
- Aganocrossus
- Agoliinus
- Agolius
- Agrilinellus
- Agrilinus
- Ahermodontus
- Aidophus
- Airapus
- Alloblackburneus
- Allobodilus
- Alocoderus
- Amerilochus
- Amidorus
- Ammoecioides
- Ammoecius
- Anaetius
- Annegialia
- Anomalurobius
- Anomius
- Aparammoecius
- Aphodaulacus
- Aphodiellus
- Aphodiopsis
- Aphodius
- Aphodobius
- Aphodoharmogaster
- Aphodopsammobius
- Aphotaenius
- Apsteiniella
- Arrowiellus
- Arupaia
- Aschnarhyparus
- Ataeniopsis
- Ataenius
- Australagolius
- Australammoecius
- Australaphodius
- Australoxenella
- Ballucus
- Basilewskyanus
- Batesiana
- Biralus
- Blackburneus
- Bobiricola
- Bodiloides
- Bodilopsis
- Bodilus
- Bordatius
- Boucomontiellus
- Brachiaphodius
- Brindalus
- Bruchaphodius
- Bruneixenus
- Calamosternus
- Caligodorus
- Calocolobopterus
- Candezeollus
- Carinaulus
- Cartwrightia
- Cephalocyclus
- Cesamexico
- Chaetopisthes
- Cheleion
- Chilothorax
- Chittius
- Cinacanthus
- Cnemargulus
- Cnematoplatys
- Cnemisus
- Coelotrachelus
- Colobopteridius
- Colobopteroides
- Colobopterus
- Coprimorphus
- Coptochiroides
- Coptochirus
- Corythoderus
- Craterocyphus
- Cryptaphodius
- Cryptoscatomaseter
- Daintreeola
- Danielssonia
- Dellacasiellus
- Dialytellus
- Dialytes
- Dialytodius
- Diapterna
- Diastictus Mulsant, 1842
- Didactylia
- Dilortomaeus
- Doaphius
- Drepanocanthoides
- Drepanocanthus
- Dudleyellus
- Emadiellus
- Erytodes
- Erytus
- Esymus
- Eudolus
- Euhemicyclium
- Euheptaulacus
- Euorodalus
- Euparia
- Euparixia
- Euparixoides
- Euparotrix
- Eupleurus
- Exaphodius
- Ferrerianus
- Flaviellus
- Flechtmanniella
- Geomyphilus
- Geopsammodius
- Gilletianus
- Goiginus
- Gonaphodiellus
- Gonaphodius
- Gongrolophus
- Gordonius
- Grandinaphodius
- Granulopsammodius
- Guanyinaphodius
- Hadrorhyparus
- Harmodactylus
- Harmogaster
- Haroldaphodius
- Haroldiataenius
- Haroldiellus
- Hemicyclium
- Hemycorythoderus
- Heptaulacus
- Hornietus
- Iarupea
- Iguazua
- Ingogius
- Irrasinus
- Jalisco
- Koreoxyomus
- Koshantschikovius
- Labarrus
- Lechorodius
- Leiopsammodius
- Leptorhyparus
- Limarus
- Lindbergianus
- Lioglyptoxenus
- Liothorax
- Loboparius
- Lomanoxia
- Lomanoxoides
- Longaphodius
- Loraphodius
- Loraspis
- Lorditomaeus
- Lunaphodius
- Luxolinus
- Macroretroides
- Macroretrus
- Maculaphodius
- Martineziana
- Mecynodes
- Megateloides
- Megatelus
- Melinopterus
- Mendidaphodius
- Mendidius
- Merogyrus
- Mesontoplatys
- Messyrhus
- Microtermitodius
- Microteuchestes
- Monteitheolus
- Mothon
- Mozartius
- Myrhessus
- Myrmecaphodius
- Mysarus
- Nanotermitodius
- Napoa
- Neagolius
- Neocalaphodius
- Neocolobopterus
- Neodiapterna
- Neoemadiellus
- Neoheptaulacus
- Neopsammodius
- Neorhyssemus
- Neotrichaphodioides
- Neotrichiorhyssemus
- Neotrichonotulus
- Nettelislasia
- Nialaphodius
- Nialosternus
- Nialus
- Nimbus
- Nipponaphodius
- Nipponoagoliinus
- Nobiellus
- Nobius
- Nolicus
- Notocaulus
- Obaphodius
- Odochilus
- Odontolochus
- Odontolytes
- Odontopsammodius
- Orocanthus
- Orodaliscoides
- Orodaliscus
- Oromus
- Oscarinus
- Osmanius
- Otophorus
- Oxyataenius
- Oxycorythus
- Oxyomus
- Ozodius
- Parabodilus
- Paracoptochirus
- Paracorythoderus
- Paracrossidius
- Paradeloparius
- Paradidactylia
- Parammoecius
- Paranimbus
- Paraplesiataenius
- Parapsammodius
- Pararhyssemus
- Parataenius
- Pardalosus
- Passaliolla
- Paulianellus
- Petrovitzius
- Phaeaphodius
- Phalacronothus
- Pharaphodius
- Pholeoaphodius
- Phycochus
- Pittinius
- Plagiogonus
- Planolinellus
- Planolinoides
- Planolinus
- Platyderides
- Platytomus
- Pleuraphodius
- Pleurophorus
- Podotenoides
- Podotenus
- Proctophanes
- Psammodaphodius
- Psammodius
- Psammorpha
- Pseudacrossus
- Pseudagoliinus
- Pseudagolius
- Pseudataenius
- Pseuderytus
- Pseudesymus
- Pseudoahermodontus
- Pseudodrepanocanthus
- Pseudogonaphodiellus
- Pseudoheptaulacus
- Pseudomothon
- Pseudopharaphodius
- Pseudopodotenus
- Pseudosaprosites
- Pseudostereomera
- Pseudoteuchestes
- Pseudoxyomus
- Pterobius
- Pubinus
- Qingaphodius
- Rakovicius
- Renaudius
- Rhinocerotopsis
- Rhodaphodius
- Rhyparus
- Rhyssemodes
- Rhyssemorphus
- Rhyssemus
- Rugaphodius
- Sahlbergianus
- Saprolochus
- Saprositellus
- Saprosites
- Saprovisca
- Scabrostomus
- Schaefferellus
- Selviria
- Setodius
- Setylaides
- Siamaphodius
- Sicardia
- Sigorus
- Simogonius
- Sinaphodius
- Sinodiapterna
- Sitiphus
- Stebnickiella
- Stenotothorax
- Stereomera
- Strigodius
- Subrinus
- Sugrames
- Sussorca
- Sybacodes
- Sybax
- Symphodon
- Tanyana
- Termitaxis
- Termitoderus
- Termitodiellus
- Termitodius
- Termitopisthes
- Tesarius
- Tetraclipeoides
- Teuchestes
- Thinorycter
- Trichaphodiellus
- Trichaphodioides
- Trichaphodius
- Trichiopsammobius
- Trichiorhyssemus
- Trichonotuloides
- Trichonotulus
- Trigonoscelus
- Tristaphodius
- Turanella
- Vladimirellus
- Volinus
- Xenoheptaulacus
- Xeropsamobeus
- Youngaphodius